# Elaphropus xanthopus
Elaphropus xanthopus är en skalbaggsart som beskrevs av Pierre François Marie Auguste Dejean. Elaphropus xanthopus ingår i släktet Elaphropus och familjen jordlöpare. Inga underarter finns listade i Catalogue of Life.